# Etowah (Tennessee)
Etowah é uma cidade localizada no estado norte-americano de Tennessee, no Condado de McMinn.

## Demografia
Segundo o censo norte-americano de 2000, a sua população era de 3663 habitantes.
Em 2006, foi estimada uma população de 3762, um aumento de 99 (2.7%).

## Geografia
De acordo com o United States Census Bureau tem uma área de 7,2 km², dos quais 7,2 km² cobertos por terra e 0,0 km² cobertos por água. Etowah localiza-se a aproximadamente 278 m acima do nível do mar.

## Localidades na vizinhança
O diagrama seguinte representa as localidades num raio de 24 km ao redor de Etowah.